# Brigitte Sansoucy
Brigitte Sansoucy, née en 1963, est une adjointe administrative, agente de développement communautaire, consultante en développement et femme politique canadienne. Élue députée néodémocrate de la circonscription de Saint-Hyacinthe—Bagot à la Chambre des communes du Canada en octobre 2015, elle est défaite par Simon-Pierre Savard-Tremblay, candidat du Bloc québécois, en octobre 2019.

## Biographie
Brigitte Sansoucy détient un baccalauréat en administration des affaires ainsi qu’une maîtrise en administration publique obtenue en 2014 à l'École nationale d'administration publique (ENAP). Elle est jusqu'en 2015 conseillère en développement régional puis directrice régionale adjointe à la Direction régionale Montérégie-Est du Ministère de l'Agriculture, des Pêcheries et de l'Alimentation du Québec.
Elle dirige de 1996 à 2009 un refuge pour jeunes en difficulté, l'Auberge du cœur Le Baluchon, situé à Saint-Hyacinthe.

### Carrière politique
Brigitte Sansoucy a été candidate du Nouveau Parti démocratique pour la première fois lors d'une élection partielle en 2007 dans Saint-Hyacinthe—Bagot. À cette occasion elle a terminé au troisième rang avec près de 8 % des voix. Aux élections générales de 2008 elle est de nouveau candidate et termine une nouvelle fois en troisième place. Toujours en 2008, elle devient vice-présidente nationale du NPD, et est confirmée à ce poste en 2011 et en 2013. Elle a été conseillère municipale à la ville de Saint-Hyacinthe de 2009 jusqu'à son élection à la Chambre des communes en 2015 ; elle a été élue lors des élections municipales de 2009 et réélue en 2013.
Lors des élections fédérales de 2011, Brigitte Sansoucy n'avait pas été candidate mais la circonscription avait été remportée par la candidate néo-démocrate Marie-Claude Morin. Lorsque celle-ci prend en 2014 la décision de ne pas se représenter, Brigitte Sansoucy est sollicitée pour poser à nouveau sa candidature. Elle devient officiellement candidate en décembre 2014 et est élue lors du scrutin du 19 octobre 2015.
Durant son mandat, elle est porte parole de son parti en matière d'emploi et de développement social ainsi qu'en matière d'infrastructures et de collectivités. Elle a également été vice-présidente du Comité permanent des ressources humaines, du développement des compétences, du développement social et de la condition des personnes handicapées. 
Brigitte Sansoucy a déposé en février 2016 le projet de loi C-245 intitulé Loi concernant l'élaboration d'une stratégie nationale sur la réduction de la pauvreté au Canada. Ce projet de loi a cependant été rejeté en deuxième lecture par un vote de 52 Pour et 238 Contre.
Lors des élections fédérales de 2019, Brigitte Sansoucy est défaite par le candidat du Bloc québécois Simon-Pierre Savard-Tremblay. Ce scénario se répète lors des élections fédérales de 2021.